# Ungár Károly
Vitéz báró bukoweberdói és ujsicei Ungár Károly (Budapest, 1892. január 30. – Marcali, 1975. június 23.) magyar katona,az ujsicei és a bukowe berdói ütközetek hőse az első világháborúban, a vitézi rend tagja.

## Élete
1910. augusztus 18-án végezte el a Budapesti Hadapródiskolát és zászlóssá avatták.
Az első világháborúban a cs. és kir. 83. gyalogezred századparancsnoka volt. A Vaskorona-rend harmadik fokozatát az ujsciei ütközetben (Viszloka-torkolat, 1914 október 3.), mint szakaszparancsnok érdemelte ki. Ekkor a szombathelyi 83. gyalogezredben szolgált. Ujsicéhez 68 főből álló utászszakaszával érkezett, ahol szuronyrohammal bevette a kozákok által védett hídfőállást. Ezzel megkönnyítette a pozsonyi V. hadtest előretörését.
1915. április 2 a Bukowe Berdó csatában is kitüntette magát. Itt egy 60 fős osztag élén akadályozta meg az oroszok áttörését, amely során 200 orosz katona esett el, 103 pedig fogságba esett. Ezzel szemben Ungár csapata csak 12 embert vesztett, 14-en pedig megsebesültek.
1918. augusztus 17-én megkapta a Katonai Mária Terézia-rend Lovagkeresztjét az ujsciei ütközetben és a Bukowe Berdói csatában mutatott vitézségéért és bátorságáért (ez volt a 184. adományozás), s ezzel egy időben IV. Károly bárósította.
A Tanácsköztársaság idején a Hadügyi Népbiztosság vasúti osztályán teljesített szolgálatot, majd jelentkezett a Magyar Királyi Honvédségbe. 1921-ben elvégezte a Budapesti Hadiakadémiát. 1922. augusztus 15-én Horthy Miklós kormányzó vitézzé avatta, sorolási száma 424. Ezután nagyjából 10 évig a minisztériumban dolgozott.
1935. május 1-től a „Vak Bottyán” 3. kerékpáros zászlóalj parancsnoka volt. Az alakulatot 1939. január 23-án átszámozták, s már így, 14. kerékpáros zászlóalj néven vett részt a kárpátaljai hadműveletben, ahol Ungár Nagyszőlős és Kőrösmező visszafoglalását irányította, amiért megkapta a Magyar Érdemrend Középkeresztjét hadiszalagon, a kardokkal (a Magyar Érdemrend Lovagkeresztjét már 1938-ban megkapta). Teljesítményüket a vezérkari főnök is méltatta:

„Ez az osztag két és fél nap alatt, ukrán bandák ellenállását megtörve, nehéz út — és időjárási viszonyok közt, szakadatlan menetben 270 km után érte el Kőrösmezőt.”

Az akció után kapott zászlóra pedig a következőket írták:

„Hálás hódolattal a Keleti-Kárpátok felszabadítóinak - Nagyszöllős - Huszt - Técső - Aknaszlatina - Rahó - Körösmező - Magyar-Lengyel ezeréves határ - majd Szobránc diadalmas győzőinek Vásárosnamény nagyközség közönsége.”

A második világháborúban a „Mária Terézia” 1. honvéd gyalogezred parancsnoka volt, ahol 1939. október 1 óta szolgált, majd az I. könnyű hadosztály élén teljesített frontszolgálatot. Ezután, 1943. augusztus 10. és 1944. március 19. között, a szabadkai 13. gyalogos hadosztály parancsnoka volt. Ezután egy rövid ideig rendelkezési állományba került.
1945. február 1-én nyugdíjazták, majd 1945-ben igazolták.